# Lindsay Sloane
Lindsay Sloane (Long Island, Nueva York, 8 de agosto de 1977) es una actriz estadounidense más conocida por interpretar el rol de Valerie Birkhead en la serie televisiva Sabrina, the Teenage Witch. También ha actuado en películas tales como Bring It On (2000), She's Out of My League (2010), The Other Guys (2010) y Horrible Bosses (2011).

## Carrera
El nombre completo de Sloane es Lindsay Slone Leikin, y nació en Long Island, Nueva York. Es de ascendencia judía.  Luego de mudarse a Los Ángeles, Sloane firmó contrato con un agente a sus ocho años. Su madre una vez la llevó a una audición mientras sucedían los disturbios de Los Ángeles. Su primer rol recurrente en la televisión fue el de Alice Pedermeir en Aquellos maravillosos años entre 1991 y 1993. Interpretó a Zoey Miller durante siete episodios en la sitcom de NBC Mr. Rhodes.  Más adelante hizo el papel de Valerie Birkhead en Sabrina, la Bruja Adolescente entre 1997 y 1999, y protagonizó la película Sabrina Down Under, una película spinoff de la serie televisiva, interpretando un personaje diferente, una sirena llamada Fin. Poco después, Sloane se unió al elenco de las breves series Grosse Pointe y The Stones. En una entrevista con Howard Stern en 2001 contó que había participado, sin éxito, en audiciones para roles en las series Blossom y Full House.
Sloane también ha tenido apariciones en episodios de las series televisivas Dharma & Greg, My So-Called Life, That '70s Show, The West Wing, Entourage, Greg the Bunny, How I Met Your Mother, The League, y Psych. Más recientemente, Sloane apareció en la séptima temporada de Weeds, interpretando a Maxeen, un personaje que contrata a Silas para un trabajo de modelaje y comienza a salir con Andy.
Su carrera en el cine incluye roles en Bring It On, Exposed, The In-Laws, Nancy Drew, Sabrina Down Under, Over Her Dead Body, She's Out of My League, The Other Guys y The Accidental Husband. Hizo la voz de la hermana mayor en Why, Charlie Brown, Why?. Sloane también acutó en Horrible Bosses como la prometida del personaje de Charlie Day y en la película de 2011, A Good Old Fashioned Orgy.

## Vida privada
En 2004, Sloane se casó con Dar Rollins, un agente de International Creative Management. La pareja tiene una hija, Maxwell Lue, nacida en enero de 2012.

## Filmografía

### Películas
| Año  | Título                       | Papel                   | Notas |
| ---- | ---------------------------- | ----------------------- | ----- |
| 1998 | Win a Date                   | Dalia                   | Corto |
| 1999 | Seven Girlfriends            | Daphne                  |       |
| 2000 | Bring It On                  | Big Red                 |       |
| 2003 | The In-Laws                  | Melissa Peyser          |       |
| 2003 | Exposed                      | Minnie                  |       |
| 2004 | Dog Gone Love                | Rebecca                 |       |
| 2006 | The TV Set                   | Laurel Simon            |       |
| 2007 | Nancy Drew                   | Trabajadora de boutique |       |
| 2008 | Over Her Dead Body           | Chloe                   |       |
| 2008 | The Accidental Husband       | Marcy                   |       |
| 2008 | Morning Departure            |                         | Corto |
| 2009 | Water Pills                  | Mary                    | Corto |
| 2009 | The Six Wives of Henry Lefay | Autumn                  |       |
| 2010 | Worst Enemy                  | Stacy                   | Corto |
| 2010 | She's Out of My League       | Marnie                  |       |
| 2010 | The Other Guys               | Francine                |       |
| 2011 | A Good Old Fashioned Orgy    | Laura                   |       |
| 2011 | Horrible Bosses              | Stacy                   |       |
| 2012 | ¡Por fin solos!              | Ellie                   |       |

### Televisión
| Año       | Título                     | Personaje                   | Observaciones                                                                |
| --------- | -------------------------- | --------------------------- | ---------------------------------------------------------------------------- |
| 1990      | Why, Charlie Brown, Why?   | (voz)                       | Corto para la TV                                                             |
| 1991-1993 | The Wonder Years           | Alice Pedermeir             | Papel recurrente (6 episodios)                                               |
| 1994      | My So-Called Life          | Ruthie                      | Episodio: "Halloween"                                                        |
| 1995      | CBS Schoolbreak Special    | Tina                        | Episodio: "Between Mother and Daughter"                                      |
| 1995      | Too Something              |                             | Episodio: "The Popcorn Machine"                                              |
| 1996-1997 | Mr. Rhodes                 | Zoey Miller                 | Papel recurrente (7 episodios)                                               |
| 1997      | Promised Land              | Rebecca Gold                | Episodio: "Intolerance"                                                      |
| 1997      | Working                    | Debbie Rainer               | Episodio: "Close Quarters"                                                   |
| 1997      | Dharma & Greg              | Jennifer                    | Episodio: "Haus Arrest"                                                      |
| 1997-1999 | Sabrina, the Teenage Witch | Valerie Birkhead            | Elenco principal, serie de TV CBS (temporadas 2-3)                           |
| 1999      | Student Affairs            | Wendy                       | Película para la TV                                                          |
| 1999      | Lands of Lore III          | Goldy (voz)                 | Videojuego                                                                   |
| 1999      | Batman Beyond              | Jackie (voz)                | Episodio: "Earth Mover"                                                      |
| 1999      | Sabrina Down Under         | Fin                         | Elenco principal, película de TV                                             |
| 1999      | That '70s Show             | Patty                       | Episodio: "Eric Gets Suspended"                                              |
| 2000      | That '70s Show             | Patty                       | Episodio: "Kitty and Eric's Night Out"                                       |
| 2000      | The West Wing              | Compañera de clases de Zoey | Episodio: "Six Meetings Before Lunch"                                        |
| 2000      | M.Y.O.B.                   | Summer Raynes               | Episodio: "Boys in the Band"                                                 |
| 2000-2001 | Grosse Pointe              | Marcy Sternfield            | Rol protagónico (17 episodios)                                               |
| 2001      | The Fighting Fitzgeralds   | Oficial Gloria              | Episodio: "Blood, Sweat & Fitz"                                              |
| 2001      | Strange Frequency          | Lara                        | Episodio: "Instant Karma"                                                    |
| 2001      | Going to California        | Lisa B.                     | Episodios: "The Big Padoodle", "Blowing Free: Parts 1 & 2"                   |
| 2002      | Homeward Bound             | Rebecca Ashton              | Película para la TV                                                          |
| 2002      | Greg the Bunny             | Chelsea                     | Episodio: "Jewel Heist"                                                      |
| 2003      | Miss Match                 | Daphne                      | Episodio: "Matchmaker, Matchmaker"                                           |
| 2004      | DeMarco Affairs            | Sammy DeMarco               | Película para la TV                                                          |
| 2004      | The Stones                 | Karly Stone                 | Rol protagónico (6 episodios)                                                |
| 2005      | Crazy                      |                             | Película para la TV                                                          |
| 2005      | The X's                    | Skipper (voz)               | Episodio: "License to Slumber/Three Days of the Coin Op"                     |
| 2006      | She Said/He Said           |                             | Película para la TV                                                          |
| 2006      | Entourage                  | Nicole                      | Episodio: "I Wanna Be Sedated"                                               |
| 2006      | Help Me Help You           | Sasha Hoffman               | Episodios: "Pilot", "The Mattress", "Perverse Psychology"                    |
| 2007      | Help Me Help You           | Sasha Hoffman               | Episodio: "Moving On"                                                        |
| 2009      | Pulling                    | Donna                       | Película para la TV                                                          |
| 2009      | How I Met Your Mother      | Jen                         | Episodio: "Double Date"                                                      |
| 2010      | Livin' on a Prayer         | Gina                        | Película para la TV                                                          |
| 2010      | The League                 | Lindsay                     | Episodio: "Kegel the Elf"                                                    |
| 2011      | Mr. Sunshine               | Stephanie                   | Episodio: "Heather's Sister"                                                 |
| 2011      | Funny or Die Presents      | Varios (voz)                | Episodios: "2.1", "2.4", "2.8"                                               |
| 2011      | Childrens Hospital         | Pat                         | Episodio: "Home Is Where the Hospital Is"                                    |
| 2011      | Weeds                      | Maxeen                      | Episodios: "Game-Played", "A Hole in Her Nigab", "Fingers-Only Meat Banquet" |
| 2012      | Psych                      | Melinda                     | Episodio: "Shawn and the Real Girl"                                          |
| 2012      | Ben and Kate               | Louise                      | Episodio: "Emergency Kit"                                                    |
| 2012      | The League                 | Lindsay                     | Episodio: "Our Dinner with Andre"                                            |